# 奧爾珀
奧爾珀位於德國北莱茵-威斯特法伦州的Ebbegebirge山腳下，大致位於科隆東方60公里，錫根西北方20公里處。阿恩斯貝格行政區的一部份，也是奧爾珀縣的首府。